# Maria Borisova
Maria Olegovna Borisova (em russo:  Мария Олеговна Борисова; Moscou, 28 de julho de 1997) é uma jogadora de polo aquático russa, medalhista olímpica.

## Carreira
Borisova fez parte da equipe que conquistou a medalha de bronze pela Rússia nos Jogos do Rio de Janeiro, em 2016.